# Kadijivka
Kadijivka (Oekraïens: Кадіївка) is een stad in de Oekraïense oblast Loehansk. De Russische naam is Stachanov. De plaats ligt ongeveer 50 km ten westen van de oblasthoofdstad Loehansk.

## Geschiedenis

Plattegrond met gebieden onder controle van pro-Russische separatisten

Voor 1937 stond de stad bekend als Kadijevka (Russisch: Кадиевка) en dan werd de naam gewijzigd in Sergo, maar in 1940 werd opnieuw de oude naam aangenomen. In 1978 werd de stadsnaam gewijzigd in Stachanov (Russisch: Стаханов), naar de mijnwerker Aleksej Stachanov, die door de Sovjet-Unie werd gepresenteerd als Held van de Socialistische Arbeid. Op 12 mei 2016 werd de naam opnieuw gewijzigd naar de oorspronkelijke naam, nu wel volgens de Oekraïense spelling als Kadijivka. De wijziging was een gevolg van de decommunisatiepolitiek van Oekraïne om alle herinneringen aan de Sovjet-tijd of zelfs het keizerlijke Rusland uit te wissen.
De Verchovna Rada, die het besluit tot naamswijziging nam, heeft echter geen controle over het gebied waar de stad ligt.
Vanaf half april 2014 begonnen pro-Russische separatisten een aantal steden in de Oblast Donetsk in bezit te nemen, op 2 mei 2014 kregen ze de controle over Stachanov.
In oktober 2015 vestigde de OSCE een steunpunt in de stad, waar een klein aantal internationale waarnemers werd gestationeerd.

## Bevolking
In 2001 telde de stad nog iets meer dan 90.000 inwoners, waarvan 50% Russen en 46% Oekraïners, echter was 85% Russischtalig. In 2013 was de bevolking met meer dan 15.000 gedaald.
| 1923  | 1926   | 1939    | 1959    | 1970    | 1979    | 1989    | 2001   | 2005   | 2013   |
| ----- | ------ | ------- | ------- | ------- | ------- | ------- | ------ | ------ | ------ |
| 8.292 | 17.837 | 134.920 | 180.205 | 137.138 | 108.043 | 112.023 | 90.152 | 84.427 | 74.913 |

### Stedelijk gebied
Het stedelijk gebied omvat eveneens de woonkernen Almazna en Irmino.

## Industrie
De belangrijkste inkomsten voor de stad zijn afkomstig van de winning van steenkool, metallurgie, werktuig- en machinebouw en particuliere ondernemers. Andere grote ondernemingen zijn: verschillende transportbedrijven, een vleesverwerker, een koelhuis, een zuivelbedrijf en een bakkerij.

## Geboren
- Grisja Filipov (1919–1994), Bulgaars politicus
- Diomid (1961–2021), monnik en Russisch-orthodoxe bisschop van het Patriarchaat van Moskou
- Sergej Advejev (1976), wielrenner